# Bataille de Ras al-Maara
Guerre civile syrienne
Batailles
- Sidon
- Aïn el-Jaouzé
- Ras al-Maara
- Aarsal
- Tallet al-Hamra
- Jouroud Aarsal
- Qaa et Ras Baalbeck

La bataille de Ras al-Maara a lieu du 13 au 17 juillet 2014 lors de la guerre civile syrienne.

## Déroulement
Le soir du 13 juillet 2014, un affrontement éclate à la frontière entre le Liban et la Syrie. La zone de combats se situe entre la ville libanaise d'Ersal — ou Aarsal — et la ville syrienne de Ras al-Maara (en) dans le Qalamoun,. Malgré la victoire en mars, des forces loyalistes syriennes dans les montagnes du Qalamoun, les rebelles sont encore présents dans la ville d'Ersal au Liban, où se trouvent de nombreux réfugiés, et selon l'OSDH plusieurs centaines de combattants restent cachés dans les collines et les grottes, en territoire syrien.
Le 15 juillet, sept civils syriens, dont des enfants, sont blessés par des roquettes tirées sur Ersal. 
Les 15 et 16 juillet, les combats se poursuivent dans la région d'Ersal et le Qalamoun. Après les combats, le Hezbollah prend position dans le village libanais de Nahleh, mais il se retire ensuite.
Selon les déclarations à l'agence Reuters d'un membre du Front al-Nosra, des miliciens chiites auraient tenté le 16 juillet de s'infiltrer en territoire syrien à partir de deux villages chiites libanais le long de la frontière mais ils seraient tombés dans une embuscade tendue par al-Nosra. Le même jour, l'aviation syrienne mène également des raids à Wadi el-Zamarana et el-Ajram, près d'Ersal. 

## Pertes
Selon l'Observatoire syrien des droits de l'homme (OSDH) deux hommes du Hezbollah sont tués le 13 juillet, premier jour des combats. Un membre du Hezbollah évoque quant à lui trois morts pour les forces de son mouvement, tandis que les forces du régime affirment de leur côté que trois combattants syriens ont été tués et 10 blessés.
Le 14 juillet, l'OSDH déclare que les combats font au moins 16 morts entre Ras al Maara en Syrie et Ersal dans la nuit du 13 au 14 : « Sept membres du Hezbollah ont été tués et 31 autres ont été blessés durant les combats qui se sont poursuivis jusqu'à la nuit de dimanche à lundi. [...] Les rebelles, qui comptent dans leurs rangs le Front al-Nosra, branche syrienne d'al-Qaëda, ont enregistré au moins neuf morts et 23 blessés, dont trois graves qui ont été transportés dans un « hôpital de campagne » à Ersal ». Quatorze islamistes de différents groupes, dont le Front al-Nosra, sont également faits prisonniers selon l'OSDH,.
L'Orient-Le Jour indique également que selon des membres du Hezbollah, 41 rebelles auraient été tués et 20 autres faits prisonniers lors des combats des 15 et 16 juillet.
Le 17 juillet, une source de l'agence Reuters au sein du Hezbollah affirme que le mouvement a perdu neuf hommes dans les combats livrés au cours de la semaine, dont trois dans la journée du 16 juillet. Le même jour, un responsable des forces de sécurité libanaises indique également à l'agence Reuters que 26 combattants d'al-Nosra ont été tués au cours de la semaine. Le Front al-Nosra, quant à lui, ne donne pas de bilan mais reconnaît des pertes dans ses rangs.